# Мейсон (округ, Мичиган)
Ме́йсон (англ. Mason County) — округ в штате Мичиган, США. Официально образован в 1840 году. Получил своё название в честь американского государственного деятеля Стивенсона Мейсона. По состоянию на 2010 год, численность населения составляла 28 705 человека.

## География
По данным Бюро переписи США, общая площадь округа равняется 3 216,421 км2, из которых 1 282,492 км2 суша и 1 933,955 км2 или 60,130 % это водоёмы.

## Население
По данным переписи населения 2000 года в округе проживает 28 274 жителей в составе 11 406 домашних хозяйств и 7 881 семей. Плотность населения составляет 22,00 человека на км2. На территории округа насчитывается 16 063 жилых строений, при плотности застройки около 13-ти строений на км2. Расовый состав населения: белые — 95,84 %, афроамериканцы — 0,73 %, коренные американцы (индейцы) — 0,78 %, азиаты — 0,28 %, гавайцы — 0,02 %, представители других рас — 0,82 %, представители двух или более рас — 1,53 %. Испаноязычные составляли 3,01 % населения независимо от расы.
В составе 29,70 % из общего числа домашних хозяйств проживают дети в возрасте до 18 лет, 56,40 % домашних хозяйств представляют собой супружеские пары проживающие вместе, 9,20 % домашних хозяйств представляют собой одиноких женщин без супруга, 30,90 % домашних хозяйств не имеют отношения к семьям, 26,50 % домашних хозяйств состоят из одного человека, 11,70 % домашних хозяйств состоят из престарелых (65 лет и старше), проживающих в одиночестве. Средний размер домашнего хозяйства составляет 2,43 человека, и средний размер семьи 2,92 человека.
Возрастной состав округа: 24,20 % моложе 18 лет, 7,10 % от 18 до 24, 26,20 % от 25 до 44, 25,80 % от 45 до 64 и 25,80 % от 65 и старше. Средний возраст жителя округа 40 лет. На каждые 100 женщин приходится 97,50 мужчин. На каждые 100 женщин старше 18 лет приходится 94,40 мужчин.
Средний доход на домохозяйство в округе составлял 34 704 USD, на семью — 41 654 USD. Среднестатистический заработок мужчины был 33 873 USD против 22 616 USD для женщины. Доход на душу населения составлял 17 713 USD. Около 8,20 % семей и 11,00 % общего населения находились ниже черты бедности, в том числе — 16,50 % молодежи (тех, кому ещё не исполнилось 18 лет) и 7,00 % тех, кому было уже больше 65 лет.